# Antonín F. M. Honsatko
Antonín F. M. Honsatko, také Anton Franz Maria Honsatko (1801 nebo 24. listopadu 1802 Praha – 27. října 1888 Praha-Hradčany), byl český obchodník, spisovatel, vlastenec a pražský měšťan.

## Život
O jeho životě zatím mnoho není známo. Narodil se v Praze jako syn malíře Františka Honsatka (1765 Klatovy – 1821 Praha), podle pobytové přihlášky roku 1801, pak by vzešel z prvního manželství s Annou Marií, která by v tom případě zemřela krátce po Antonínově narození 2. dubna 1801. V pobytových přihláškách bývají ovšem často chybná data. Pravděpodobněji se narodil až z druhého manželství s Marií Annou Treutzinovou, tomu vyhovuje jeho třetí jméno Maria.
Žil na Novém Městě, kde se připomíná jako vlastník domů, později střídal podnájmy na Malé Straně nebo na Hradčanech. Oženil se s Josefou Kuttinovou (1799–1883), s níž vychoval sirotka Annu Josefu Mariskovou (* 1825).
Zemřel 27. října 1888 na Hradčanech jako porcionista (externí obyvatel) Strahovského kláštera.

## Dílo
Dosud známé tituly vydával v letech 1833–1835. Jsou to dílčí monografie o památkách Prahy a historické kalendáře.
- Die Kirche des heiligen Apollinar Bischof und Martyrers, am Windberge (1833) – stručné dějiny kostela sv. Apolináře v Praze (1833), v podtitulu se označuje jako přispěvatel Vlastenského muzea v Praze,
- Die kaiserl. königl. dann des Königreich's Böhmen Haupt und Metropolitan Kirche zu St. Veit ob dem Prager Schlosse (1833) – stručný průvodce katedrálou sv. Víta na Pražském hradě
- Die Kirche ad Laetam cvriam oder am Teyn zu Prag von ihrem Ursprung bis auf die Gegenwart (1833) – stručné pojednání o dějinách kostela Panny Marie před Týnem
- Die Pfarrkirche des hl. Stephan des Grösseren (na Rybnjcžku)... (1835) – stručná historie farního kostela sv. Štěpána Na rybníčku, popsaná z hlediska rodopisu a poutních cest
- Das Vaterland, oder Böhmens historischer Kalender über jene wichtige und interessante Begebenheiten – historický kalendář "Vlast", s věnováním strahovskému opatovi Benediktu J.N. Pfeifferovi; (1833–1835)

## Význam
Jeho práce mají význam raným vznikem dokumentace pražských památek, místopisnými, epigrafickými a genealogickými detaily artefaktů později zničených nebo zapomenutých. Byly většinou překonány systematickými pracemi pozitivistických historiků z konce 19. století, ale z uvedených důvodů dosud neztratily na významu.